# コリン・コッタリル
コリン・コッタリル（Colin Cotterill、1952年10月2日 - ）は、イギリス・ロンドン生まれの教師、推理作家、漫画家（カートゥーン）。イギリスとオーストラリアの二重国籍だが、現在は東南アジアで暮らしながら、ラオスを舞台としたミステリ「シリ先生シリーズ」を執筆している。

## 経歴
1952年、ロンドンで生まれ、教師になる教育を受け、それまでできなかった世界旅行に出た。イスラエルで体育教師を、オーストラリアで小学校教師を、アメリカ合衆国で教育にハンディキャップを抱える大人向けのカウンセラーを、日本で大学講師を務めた。しかし、後の彼の人生で最も大きな部分を占めるのは東南アジアで過ごした期間であった。タイとビルマの国境で教師を育てた。ラオスで数年間を過ごし（当初はユネスコと共に）、タイ国営放送向けに学習プログラム"English By Accident" を作成した。
10年前、地方で子供の保護に関わり、プーケットでNGOを設立し2年間運営した。子供の虐待問題について2年以上学んだ後もプーケットに留まり、児童売春・ポルノと闘う国際組織ECPATに移り、ケアする側向けのトレーニングプログラムを作った。
この間もコッタリルはカートゥーンや小説を書く夢を持ち続けていた。『バンコク・ポスト』で定期的にコラムを寄稿していたが、執筆に充てる時間はほとんどなかったが、子供の人身売買問題に刺激を受けて、処女作"The Night Bastard" （2000年、スークズ出版）を執筆した。
同作への反応が上々であったことから、専業作家になる決意をし、2001年10月から現在まで9作の小説を執筆した。そのうち2作、"Evil in the Land Without" （2003年12月、アジアブックス）と"Pool and Its Role in Asian Communism" （2005年12月、アジアブックス）は児童保護に関するものである。これらは1970年代のラオスを舞台とした「シリ先生」シリーズに続いていく。
2009年6月15日、英国推理作家協会より図書館賞を受賞（図書館利用者が最も楽しんだ推理小説の作者に贈られる賞）。
「シリ先生」シリーズが人気となり、コッタリルはラオスの子供たちに本を送るプロジェクトを立ち上げ、見習いの教師たちの支援を始めた。「ラオスに本を」プログラムはシリーズのファンらによる自発的な支援も集まった。
1990年から国内出版物に定期的にカートゥーンを描いていた。2004年に作品のスクラップブック"Ethel and Joan Go to Phuket" や『ネイション』誌に週刊で掲載されていた社会的カートゥーンがタイ語に翻訳され、そちらの仕事も続けることになった。2004年4月4日、2か国語で書いたコラム"Cycle Logical" 人気週刊誌に掲載され、ブックフォーラムで販売された。
シャム湾の漁業コミュニティで妻ジェシーと暮らしている。

## 作品リスト

### シリ・パーブーン先生シリーズ
| #  | 邦題                   | 原題                            | 刊行年     | 刊行年月  | 訳者   | 出版社             |
| -- | ---------------------- | ------------------------------- | ---------- | --------- | ------ | ------------------ |
| 1  | 老検死官シリ先生がゆく | The Coroner's Lunch             | 2004年12月 | 2008年8月 | 雨沢泰 | ヴィレッジブックス |
| 2  | 三十三本の歯           | Thirty-Three Teeth              | 2005年08月 | 2012年5月 | 雨沢泰 | ヴィレッジブックス |
| 3  |                        | Disco For the Departed          | 2006年08月 |           |        |                    |
| 4  |                        | Anarchy and Old Dogs            | 2007年08月 |           |        |                    |
| 5  |                        | Curse of the Pogo Stick         | 2008年08月 |           |        |                    |
| 6  |                        | The Merry Misogynist            | 2009年08月 |           |        |                    |
| 7  |                        | Love Songs from a Shallow Grave | 2010年08月 |           |        |                    |
| 8  |                        | Slash and Burn                  | 2011年10月 |           |        |                    |
| 9  |                        | The Woman Who Wouldn't Die      | 2013年01月 |           |        |                    |
| 10 |                        | Six and a Half Deadly Sins      | 2015年05月 |           |        |                    |

### 犯罪報道記者ジムの事件簿
| # | 邦題       | 原題                                 | 刊行年    | 刊行年月  | 訳者     | 出版社     |
| - | ---------- | ------------------------------------ | --------- | --------- | -------- | ---------- |
| 1 |            | Killed at the Whim of a Hat          | 2011年7月 |           |          |            |
| 2 | 渚の忘れ物 | Grandad, There's a Head on the Beach | 2012年6月 | 2015年2月 | 中井京子 | 集英社文庫 |
| 3 |            | The Axe Factor                       | 2014年4月 |           |          |            |

### その他
- Ageing Disgracefully (2009.10) - iUniverse, USA
- Cyclelogical. Weekly column - Matichon Suth Supdah Magazine. Thailand.
  - Cyclelogical Collection in book form, (2006) (ขับช้าชิดซ้าย) - Matichon, Bangkok, ISBN 974-323-709-7
- Pool and its Role in Asian Communism (2005) - Asia Books, Thailand, ISBN 974-8303-76-4
- Ethel and Joan Go to Phuket (2004) (ภูเก็ตพังแน่ แม่แม่กำลังมา) - Matichon Publishing House (Thai language), Thailand ISBN 974-323-236-2
- Evil in the Land Without (2003) - Asia Books, Thailand ISBN 974-8303-70-5
- The Night Bastard (2000) - Suk's Editions, Thailand ISBN 974-7457-24-5

## 受賞・ノミネート歴
- 2005年：『老検死官シリ先生がゆく』でバリー賞新人賞ノミネート[2]
- 2006年：『三十三本の歯』でディリス賞受賞[3]
- 2007年：『老検死官シリ先生がゆく』（仏語:Le Dejeuner du Coroner ）で Prix SNCF Du Polar （フランス国鉄主催の賞）受賞[4]
- 2008年：『老検死官シリ先生がゆく』でCWA賞ゴールド・ダガー賞ノミネート[5]
- 2009年："Anarchy and Old Dogs" でCrimefest ラスト・ラフ賞 (Last Laugh Award) ノミネート[6]
- 2009年：「シリ先生」シリーズでCWA賞図書館賞受賞[1]